# توکیوا، آئوموری
توکیوا، آئوموری (به لاتین: Tokiwa) یک منطقهٔ مسکونی در ژاپن است که در ناحیه توهوکو واقع شده‌است. توکیوا ۶٬۶۲۶ نفر جمعیت دارد.